# Diary 001
Diary 001 es el EP debut de la cantautora estadounidense Clairo. Es el primer extended play lanzado bajo la autoría de Clairo, pero el duodécimo por parte de Claire Cottrill. El EP fue lanzado el 25 de mayo de 2018 por la discográfica Fader Label.

## Historia
Tras firmar con Fader Label en 2017, lanzó el sencillo de indie pop «Flaming Hot Cheetos», su primer trabajo bajo el nuevo nombre de «Clairo». A este sencillo le siguió «Pretty Girl», cuyo videoclip se viralizó en redes sociales. El video fue grabado en la habitación de Clairo en Carlisle, Massachusetts, su éxito provocó que importantes sellos discográficos, como Capitol, Columbia y RCA, se interesaran en ella. «4EVER» se lanzó como el último sencillo del EP en abril de 2018.

### Promoción
Para la promoción del EP, Clairo actuó como telonera de la cantante Dua Lipa en 2018, durante «The Self-Titled Tour». También realizó su propia gira el mismo año, llamada Lazy Days Tour.
Algunos usuarios de Reddit acusaron a Clairo de usar sus vínculos con la industria musical para promocionar el lanzamiento, lo que resultó en un éxito inorgánico. Los usuarios la calificaron de «planta de la industria» y plantearon la idea de que su padre podría haber impulsado el lanzamiento debido a sus afiliaciones en la industria. En respuesta, Clairo dijo: «El hecho de que tenga que haber un hombre detrás de mi éxito cuando realmente he trabajado tan duro es frustrante», insinuando que las acusaciones son sexistas. Declaró al New York Times: «No, solo tengo representación, como cualquier otro artista que escuches».

## Lista de canciones
| Diarys 001 |                                |                        |                                         |          |  |
| N.º        | Título                         | Escritor(es)           | Productor(es)                           | Duración |  |
| 1.         | «Hello?» (con Rejjie Snow)     | Claire Cottrill • Snow | Cottrill                                | 4:08     |  |
| 2.         | «Flamin Hot Cheetos»           | Cottrill               | Cottrill                                | 2:02     |  |
| 3.         | «B.O.M.D.» (con Danny L Harle) | Cottrill               | Cottrill y Harle                        | 2:39     |  |
| 4.         | «4EVER»                        | Cottrill               | Anthony, Burns, Burns, Cottrill y Torke | 2:39     |  |
| 5.         | «Pretty Girl»                  | Cottrill               | Cottrill                                | 2:59     |  |
| 6.         | «How (demo)»                   | Cottrill               | Cottrill                                | 2:07     |  |
| 14:43      |                                |                        |                                         |          |  |

## Lanzamientos
| País           | Fecha                | Formato                      | Ref.  |
| -------------- | -------------------- | ---------------------------- | ----- |
| Varios         | 25 de mayo de 2018   | Descarga digital y Streaming | [ 8 ] |
| Estados Unidos | 10 de agosto de 2018 | Vinilo                       | [ 9 ] |